# Экспедиционный корпус Сардинского королевства в Крыму

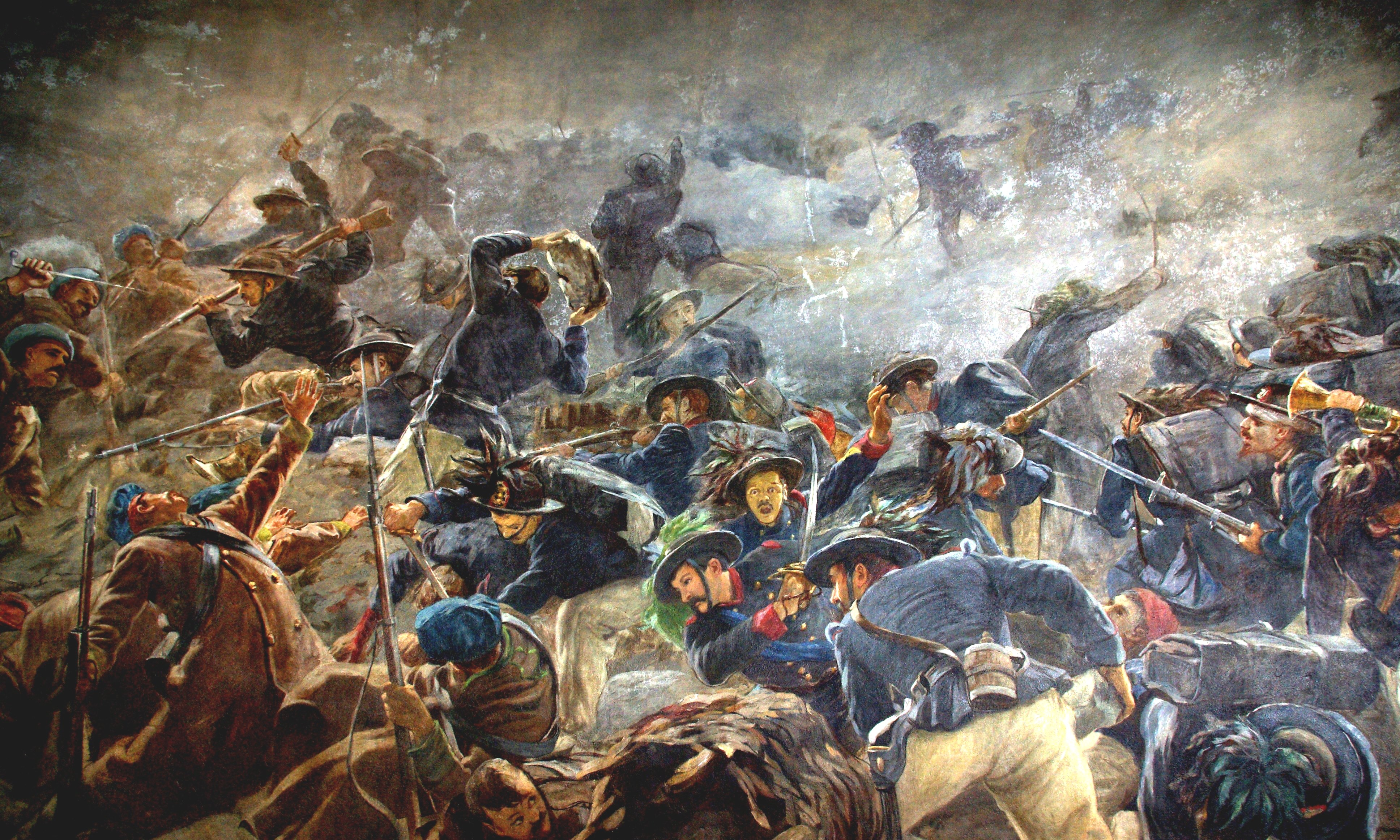
Стрелки (берсальеры) в битве при Чёрной

Сардинские экспедиционные силы в Крыму — воинский контингент, направленным Королевством Сардиния против Российской империи, во время Крымской войны, в 1855 году, в составе антирусской коалиции. 
Это были первые (но не последние против России) в новой истории итальянские экспедиционные силы за границей Италии. В литературе встречается название сардинский отряд генерала Ламармора (17 000-й корпус пьемонтских войск, сардинский корпус в Крыму).

## История

### Участие Королевства Сардинии в Крымской войне

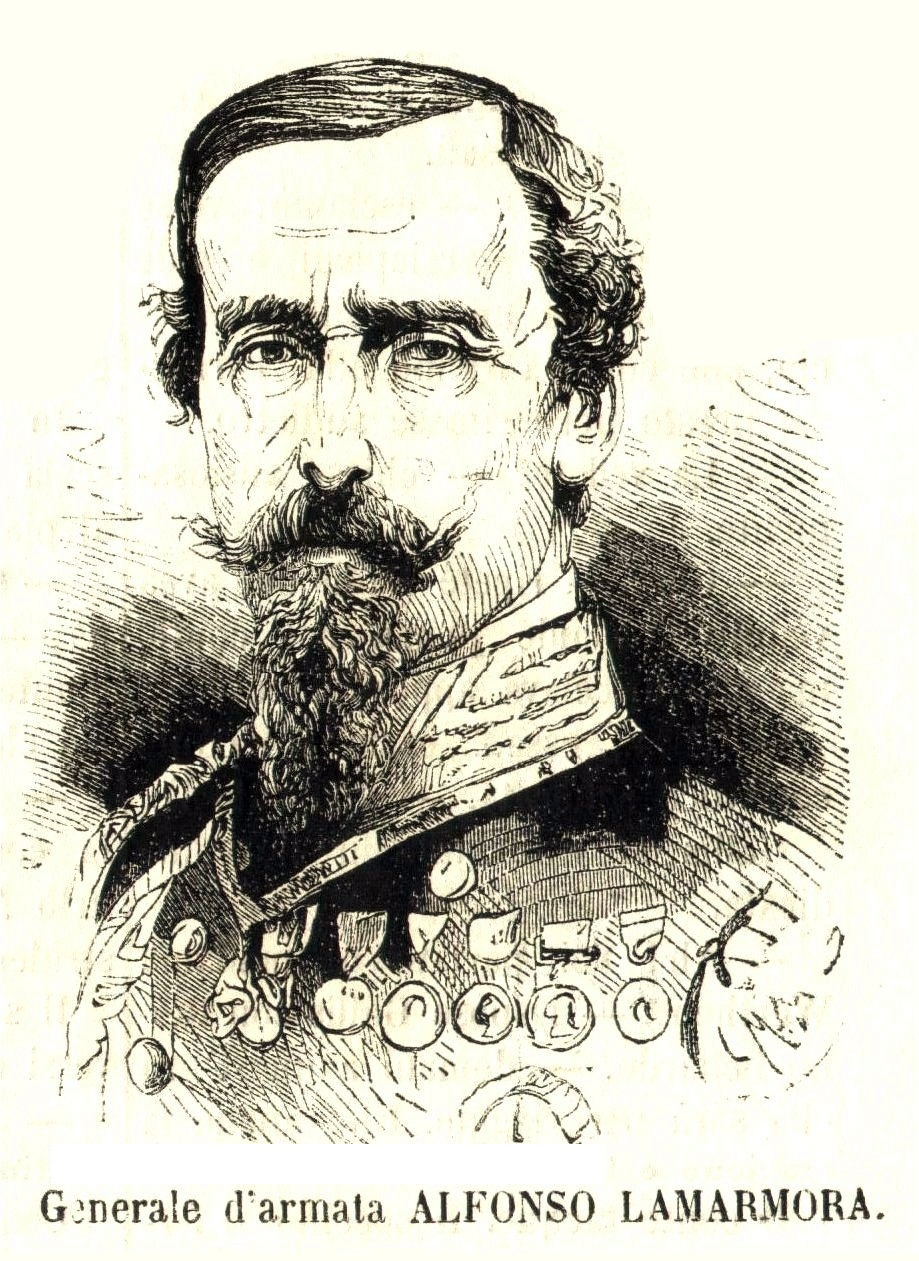
Главнокомандующий корпуса, на 1855 год генерал-лейтенант, военный министр Альфонсо Ферреро Ла Мармора.

В марте 1854 года английская королева Виктория официально объявила войну России в поддержку Османской империи, несколько дней спустя тот же акт сделал Наполеон III. Королевство Сардиния также присоединилось к кампании: премьер-министр граф Кавур считал интервенцию хорошим началом для включения в большую европейскую политику. Он стремился заручиться поддержкой Лондона и Парижа в его стремлении к освобождению Ломбардо-Венецианского королевства от австрийской оккупации. Кавур правда был обеспокоен тем, что с отправкой запланированных военных экспедиционных сил страна была практически беззащитна перед лицом угрозы со стороны Австро-Венгерской империи, но его опасения были немедленно развеяны заверениями из Парижа и Лондона, которые гарантировали в военном отношении целостность сардинского государства. Великобритания финансировала отправку войск, выдав заём в 1 000 000 фунтов стерлингов, обязуясь при этом бесплатно перевозить войска на своих кораблях. Ещё один кредит ожидался, если бы война продлилась больше года.

### Подготовка, транспортировка и высадка
26 января 1855 года король Виктор Эммануил II подписал договор, который обязывал пьемонтское правительство послать в Крым воинский контингент, поддерживая его численность за счёт подкреплений. 4 марта 1855 года была объявлена война Российской империи. В том же месяце Генеральный интендант сардинской армии генерал де Каверо отправился в Константинополь, чтобы определить здания, в которых должны были разместиться войска, и те, которые должны быть преобразованы в казармы, больницы и склады.

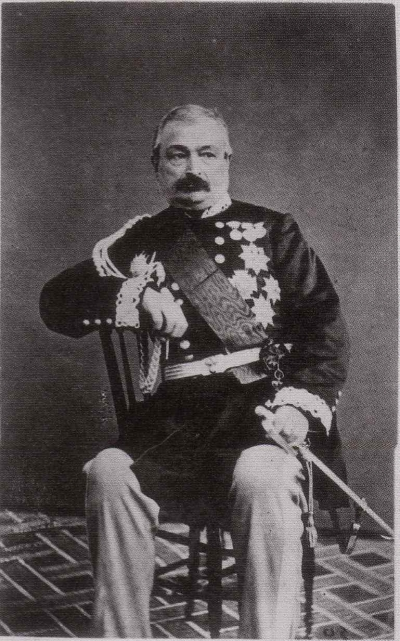
Генерал Джованни Дюрандо, командир 1-й дивизии экспедиционных сил Пьемонта в Крыму.

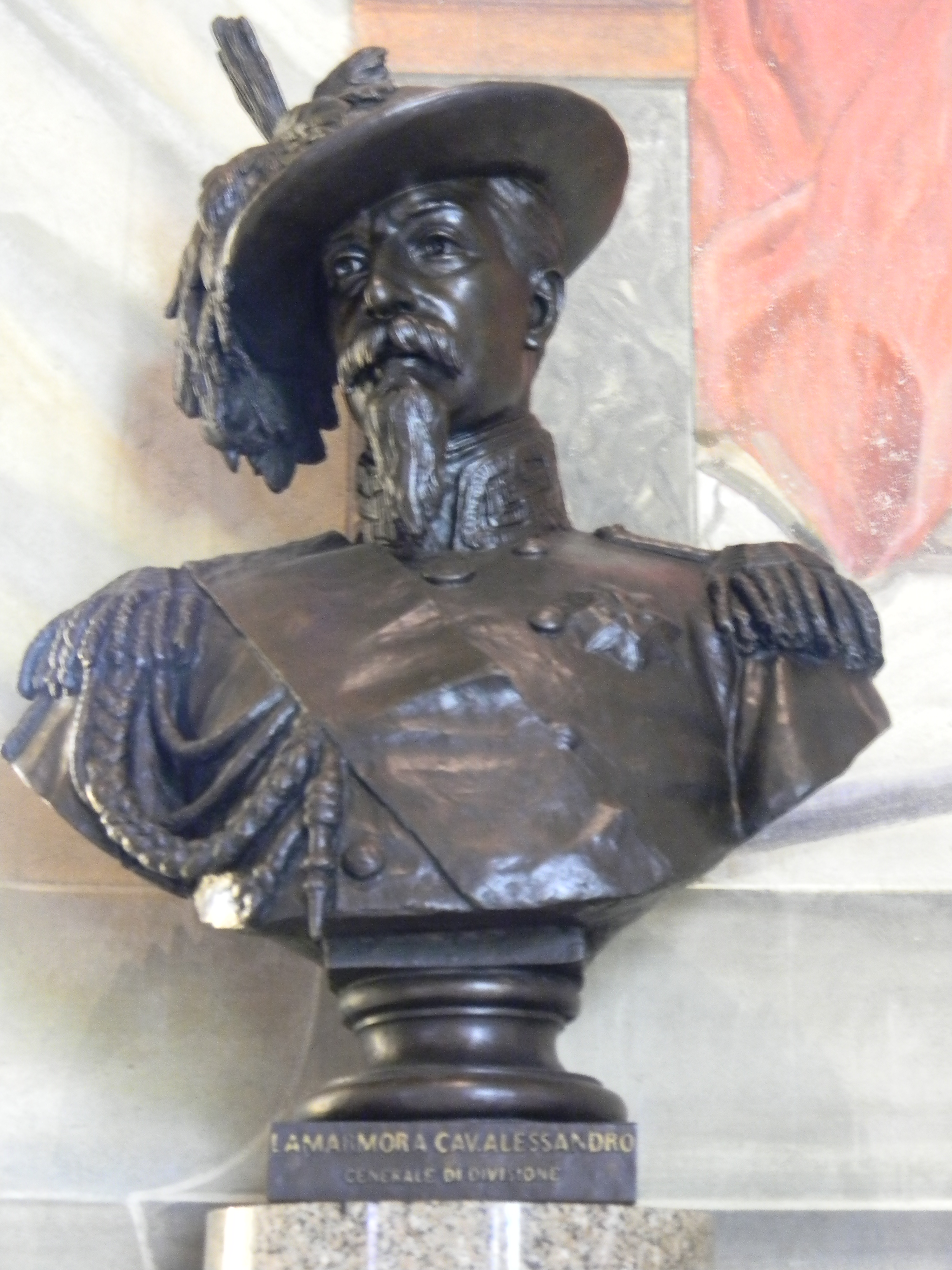
Бюст генерала Алессандро Ла Мармора, командира 2-й дивизии экспедиционных сил Пьемонта в Крыму, выставлен в Сан-Мартино-делла-Батталья.

Войска, дислоцированные в Генуе в период с 25 апреля по 20 мая грузились на 45 британских кораблей, в то время как припасы и военные грузы направлялись на борт пьемонтских кораблей. Первым должен был отплыть генерал А. Ла-Мармора с его штабом, который отправился из Генуи в Константинополь 28 апреля на борту парофрегата «Говерноло». Как только он прибыл в турецкую столицу, Альфонсо Ла-Мармора получил указание лорда Реглана направить пьемонтские войска в Балаклаву, в Крым, для участия в военных операциях. Он прибыл туда вечером 8 мая на «Говерноло» вместе с шестью другими кораблями, загруженными солдатами. Через четыре дня войска заняли свои позиции на Караньских высотах, гряде плоских холмов, расположенных около 3 км к западу от Балаклавы.

### Военные действия и эпидемия холеры
Первый случай холеры среди пьемонтских войск произошёл уже 11 мая 1855 при переходе в район операций, увеличиваясь с высадкой войск и превратился в настоящую эпидемию, когда в Камаре был разбит постоянный лагерь. Военные действия начались 25 мая, когда бригады Фанти, Молларда и Ансальди при поддержке двух полков (лансиеров и гусар) и двух английских кавалерийских батальонов под командованием Алессандро Ла Мармора участвовали в занятии Камары, где был создан лагерь. 29 мая была создана специальная больница для заразившихся, которых 7 июня былo уже 869, из которых 383 умерли. Во время кампании сардинская армия активно участвовала в битве при Чёрной речке, потеряв 23 погибшими, 155 ранеными и 2 пропавшими без вести. Генерал Алессандро Ла Мармора скончался 7 июня 1855 года из-за болезни, его заменяли генерал-лейтенант Ардинго Тротти, 28 июня лорд Раглан и 2 июля генерал Джорджио Ансальди.

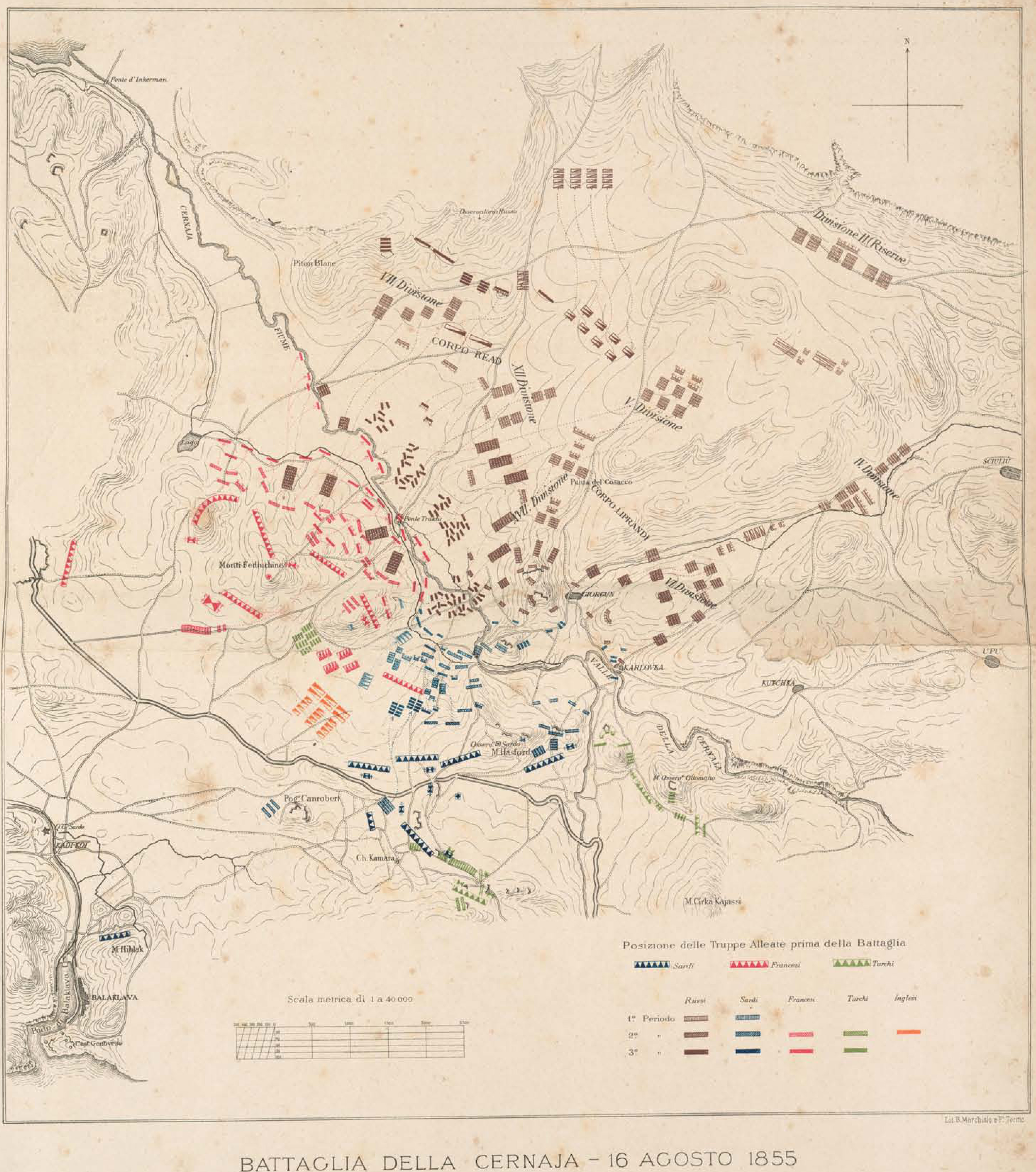
Сражение на Чёрной речке. Диспозиция сторон из сардинского отчёта о боевых действиях 1884 года. Серые значки — русские, красные — французы, синие — сардинцы. Внизу слева — Балаклава.

Утром 16 августа 1855 года русские войска генерала М. Д. Горчакова атаковали пьемонтский авангард, чтобы занять холмы Чёрной речки и это было началом одноимённой битвы. Генерал Родольфо Габриелли ди Монтевеккьо во главе 4-й бригады атаковал противника. Когда он вёл своих людей в атаку, пуля попала ему в грудь и пробила его левое лёгкое. Поднятый и вынесенный из боя, он был доставлен в полевой госпиталь, где Альфонсо Ла Мармора, брат Александро, немедленно прибыл к нему, чтобы утешить. Сознавая близкий конец, он ответил: «Я счастлив сегодня, в день славы для нашего оружия; я умру, как жил, чтобы служить Королю и Отечеству!».
Несмотря на падение Севастополя, которое произошло 12 сентября 1855 года, после совместной англо-французского штурма, в которой бригада генерала Чалдини сыграла второстепенную роль (4 убитых и 32 раненых), ни одна из двух противоборствующих сил не смогла одержать окончательную победу в войне. Приход зимы временно приостановил интенсивность военных действий противников, однако 28 декабря Австрия направила ультиматум России, а через несколько дней царь попросил о перемирии. В том же месяце Ла-Мармора отправился в Турин, оставив временное командование войсками Дюрандо, а затем выехал в Париж ввиду начала дипломатических переговоров.

### Конец военных действий и эвакуация

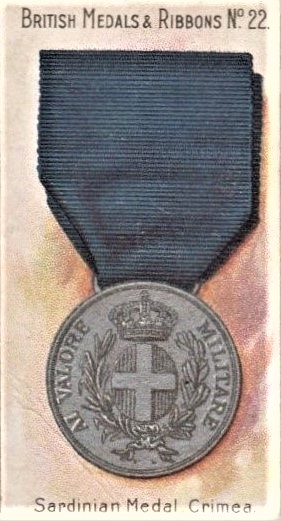
Крымская медаль, ит. Medaglia d’Argento al Valor Militare per la spedizione d’Oriente 1855-1856

14 марта 1856 года было подписано перемирие, а 16 марта Альфонсо Ла-Мармора вернулся в Крым и начал операции по возвращению войск на родину. По состоянию на февраль экспедиционные силы достигали 17 231 человек. Мир был подписан на Парижском конгрессе и 15 апреля первые пьемонтские войска покинули порт Камышинской бухты. Командование экспедиционных сил вместе с Альфонсо Ла Мармора отплыло 19 мая, а после остановки в Константинополе прибыло в порт Ла Специя 29-го числа того же месяца. 15 июня в Турине были собраны все экспедиционные силы для награждения, а 20 июня они были официально распущены.

## Состав
31 марта был издан Королевский указ об экспедиционном корпусе под командованием тогдашнего военного министра Альфонсо Ла Мармора. Предполагалось, что командование экспедиционными силами возьмёт на себя Фердинанд Савойский, брат Виктора Эммануила II, но герцог умер 10 февраля 1855 года.
Армейский корпус состоял из 18 058 человек (1038 офицеров и служащих и 17 020 унтер-офицеров и солдат) и 3496 лошадей и был составлен следующим образом:
Генеральная квартира
Начальник штаба подполковник Агостино ди Рорето
1-я дивизия под командованием генерала Джованни Дюрандо
- 2-я бригада под командованием генерала Манфредо Фанти
- 3-я бригада под командованием генерала Энрико Чалдини

2-я дивизия под командованием генерала Алессандро Ла Мармора
- 4-я бригада под командованием генерала Родольфо Габриелли ди Монтевеккьо
- 5-я бригада под командованием генерала Филиберто Молларда

Резервная дивизия под командованием генерала Джорджио Ансальди

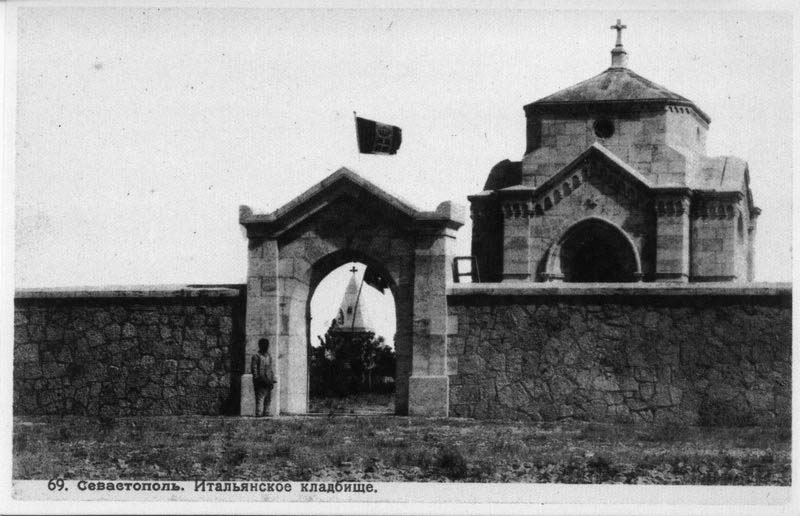
Ворота итальянского военного кладбища на горе Гасфорта, 1910-е

- 1-я бригада под непосредственным командованием генерала Ансальди
- 1 Временный кавалерийский полк[9]

N. 1 артиллерийская бригада
N. 1 батальон сапёров Генуи
N. 1 Интендантское управление

## Потери
Конечные итальянские потери были очень высокими, главным образом из-за болезней, 2278 от холеры, 1340 от брюшного тифа, 452 от распространённых заболеваний, 350 от цинги, 52 от несчастных случаев, 3 от самоубийства и всего 32 погибших в бою.

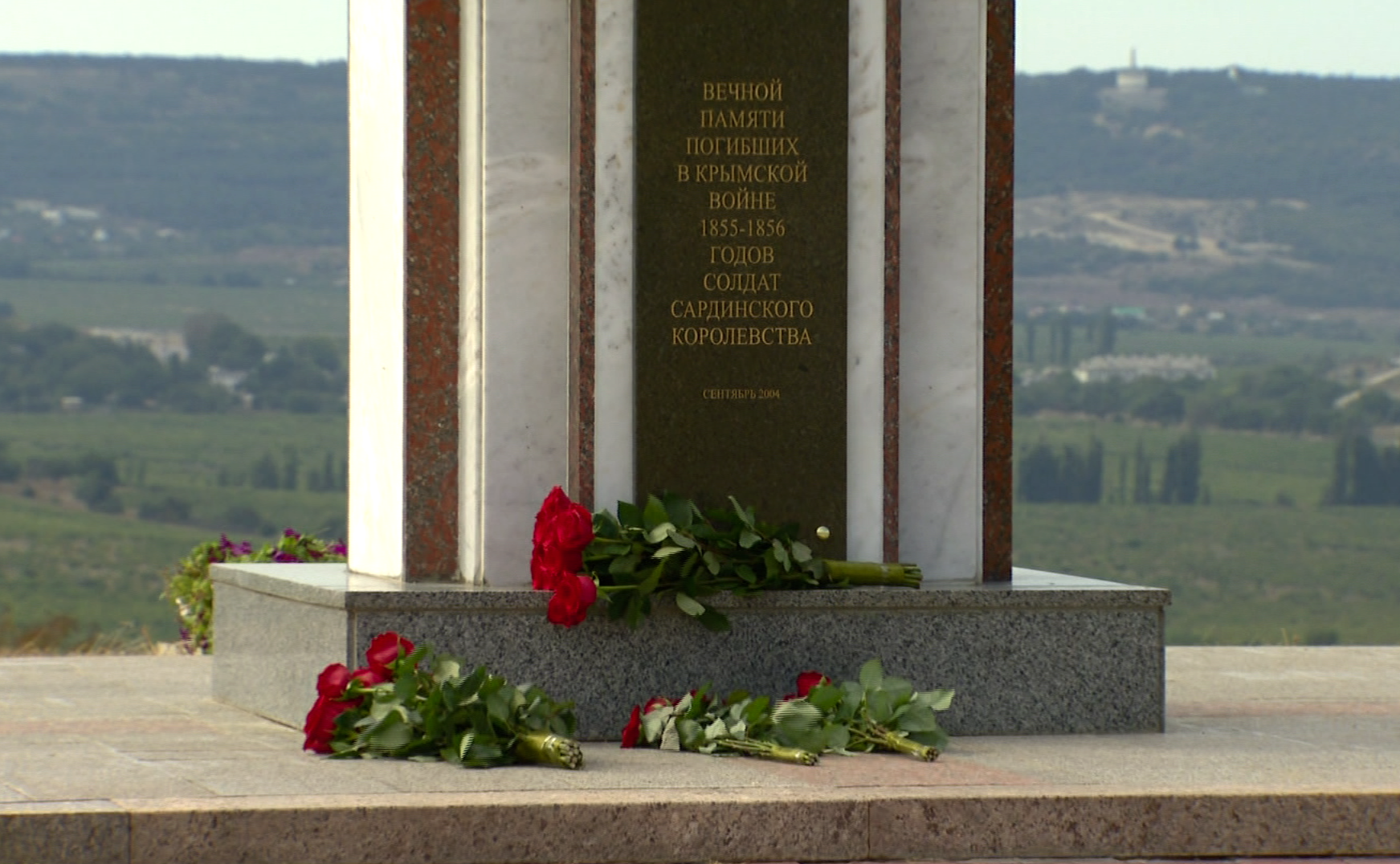
Мемориал у подножья горы Гасфорта, посвящённый памяти погибших в Крымской войне солдат Сардинского королевства

## Память
Хоронили сардинцев на горе Гасфорта рядом с деревнях Камары (ныне Оборонное) и Кады-Кой (бывшее предместье Балаклавы, сейчас слилось с ней). В августе 1882 на вершине горы Гасфорта, где находились позиции сардинского корпуса, т. н. «Пьемонтский наблюдательный пункт», построили изящную часовню со склепом. Туда из захоронений у деревень Камары и Кады-Кой перенесли останки солдат, офицеров, а также генералов: Джорджио Ансальди,Рудольфо Габриэлли де Манцевеккиа, и Алессандро Ла Мармора, останки последнего в 1904 году перевезли в Италию. Во время обороны города в 1941—1942 кладбище сильно пострадало. В сентябре 2004 (указ президента Украины Л.Кучмы № 739 от 23 июля 2003 г.) в сохранившихся зарослях опунции был сооружён мемориал, посвящённый вечной памяти погибших в Крымской войне солдат Сардинского Королевства. В сентябре 2015 Президент России Владимир Путин и экс-председатель Совета министров Италии Сильвио Берлускони возложили цветы к мемориалу у подножья горы Гасфорта, посвящённому памяти погибших в Крымской войне солдат Сардинского королевства.